# Gestes et opinions du docteur Faustroll, pataphysicien
Gestes et opinions du docteur Faustroll, pataphysicien, sous-titré roman néo-scientifique est un ouvrage romanesque d'Alfred Jarry achevé en 1898 et édité à titre posthume pour la première fois en 1911 chez Fasquelle. On y suit les pérégrinations à travers Paris du Docteur Faustroll, pataphysicien, de son domestique Bosse-de-Nage, cynocéphale papion (babouin), et de l'huissier de justice René-Isidore Panmuphle, venu saisir les biens de Faustroll. C'est la Bible du Collège de 'Pataphysique, qui y a consacré de nombreuses exégèses.

## Présentation
Les Gestes et opinions du docteur Faustroll, pataphysicien sont divisés en huit livres et quarante-et-un chapitres, suivis d'une table. 
1. Procédure
2. Éléments de pataphysique
3. De Paris à Paris par mer, ou le Robinson belge
4. Céphalorgie
5. Officiellement
6. Chez Lucullus
7. Khurmookum
8. Éthernité

Sur son manuscrit, après le mot « Fin », Alfred Jarry a noté : « Ce livre ne sera publié intégralement que quand l'auteur aura acquis assez d'expérience pour en savourer toutes les beautés ».

### De la surface de Dieu

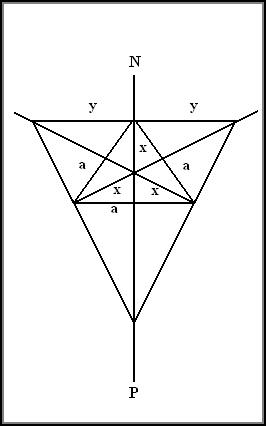
Représentation graphique utilisée par le docteur Faustroll pour calculer la surface de Dieu.